# Крайнощі (фільм, 1986)
«Крайнощі» (англ. Extremities) — американський трилер 1986 року, режисером якого був Роберт Янг, з Фаррою Фосетт у головній ролі. Фільм став адаптацією однойменної п'єси Вільяма Мастросімоне.

## Сюжет
Вночі, повертаючись до свого авто з магазину, Марджорі зазнає нападу злочинця у масці. Він чекав її на задньому сидінні авто, і дочекавшись почав домагатися, погрожуючи при цьому ножем. Марджорі вдається вирватись та втекти, але рятуючись вона залишає злочинцю свою сумочку з усіма документами. Героїня звертається до поліції, оскільки злочинець знає її адресу і може спробувати напасти знову, і просить надати їй охорону. Але поліція відмовляється допомагати, оскільки не було зафіксовано факту зґвалтування.
Через тиждень додому до дівчини приходить чоловік, який начебто шукає свого друга. Він опиняється в її будинку. Цей несподіваний гість і є тим нападником, який мало не вбив Марджорі. Він морально і фізично починає знущатись над дівчиною, і повторює спробу її зґвалтувати. Але Марджорі вчасно знаходить балончик з репелентом і розпилює його в очі нападнику. Поки він втрачає здатність бачити вона знаходить сковорідку і завдає йому удару. Нападник непритомний і дівчина зв'язує його, перетягує в камін та загороджує прохід звідти металевою спинкою ліжка. Марджорі хоче викликати поліцію, але чоловік саме опритомнів і насміхається над нею, оскільки нічого довести не вийде: факту сексуального насильства немає, а тому судити його можуть лише за незначне порушення чи спробу вчинити насилля. І, як тільки він буде вільний, то повернеться за помстою до дівчини.
Тим часом повертаються подруги Марджорі — Террі та Пет. Як виявляється, чоловік дуже обізнаний в особистому житті дівчат. Тепер їм утрьох треба вирішити що робити з насильником: віддати в руки поліції чи влаштувати самосуд над ним.

## В ролях
- Фарра Фосетт — Марджорі
- Джеймс Руссо — Джо
- Елфрі Вудард — Патрісія (Пет)
- Дайана Скаруід — Террі
- Сенді Мартін — офіцер Судов
- Джеймс Ейвері — охоронець

## Нагороди
Фарра Фосетт була номінована на премію «Золотий глобус» за найкращу жіночу роль в драматичному фільмі та нагороджена німецькою премією «Юпітер» в категорії «Найкраща міжнародна акторка» (нім. Beste Darstellerin International).